# Sziklay Sándor
Sziklay Sándor (Debrecen, ?– Szentes, 2024. január 12.) festőművész, író, költő.

## Képzőművészi pályája
Az 1960-as évek elejétől tartja számon grafikáit, festményeit. Munkái eljutottak a világ számos országába. Hozzávetőleg százötven festménye van külföldi tulajdonban: az Amerikai Egyesült Államokban, Kanadában, Izraelben, illetve Olaszország, Franciaország és Görögország mellett Európa csaknem minden országában. 
Hazai kiállításokon, tárlatokon szerepelt többek között Kecskeméten, Szegeden, Debrecenben és Kaposváron. Képei megtalálhatók Budapesten és a megyeszékhelyeken, nagyvárosokban és számos kistelepülésen az ország egész területén. 
2004-ben Hortobágyon, a Világörökség Napján festményeiből nyitottak meg tárlatot. 
2007-től vezette a Paletta alkotókört és a Sziklay festőcsoport néven működő szabadiskolát Szentesen 2018-ig. 
2008-ban Csongrád megye alkotói díját kapta.
Jelenleg a Paletta alkotókör művészeti vezetője.
Legutóbbi önálló kiállításai
- 1997. Kecskemét, Görög Kulturális Központ
- 2002. Szentes, Városi Galéria
- 2002. Szegvár, Művelődési Központ
- 2004. Hortobágy, Galéria
- 2004. Nagytőke, Művelődési Ház
- 2006. Szentes, Városi Könyvtár kiállítóterme
- 2006. Kisújszállás, Papi Lajos Alkotóház
- 2007. Mindszent, Művelődési Központ
- 2011. Debrecen, Egyetem Galéria, Kossuth Egyetem
- 2012. Szentes, Városi Könyvtár kiállítóterme
- 2012. Debrecen, II. János Pál Intézet
- 2013. Szentes, Verskötet és festmények bemutatója
- 2017. Szentes, Városi Könyvtár
- 2022. Szentes, Tokácsli Galéria

## Irodalmi pályája
1965-től mintegy száz verse jelent meg napilapokban Juhos Sándor, Sziklay Sándor, Sziklay Juhos Sándor néven, 1966-tól irodalmi folyóiratokban is (Alföld 1966. 6. szám, Alföld 1967. 4. szám, Alföld 1968. 8. szám, Alföld 1969. 9. szám, Új Auróra 1980. 2. szám). 
Írt néhány mesét, gyermekszínpadi művet. Megyei lapokban és különböző újságokban esszéket, glosszákat, más műfajú írásokat is publikált több kötetnyi mennyiségben. 2012-ben Örökség címmel közös verskötete jelent meg idősebb fiával, Juhos Lóránttal. 2013-ban a kötetet kiállítással egybekötve bemutatták.
Sziklay Sándor 
JÓNÁS UTOLSÓ IMÁJA
Nézd Uram, Jónásod megtért.

Itt állok, ime előtted. 

Adtál házat, hazát, barmokat, földet, 

új várost, mely ismét rombadőlhet,

adtál sok asszonyt, ölelő kezet. 

De immár vénülök Teremtőm, látod, 

mint meződön ősszel kinn a virágok. 

Bocsáss meg, mert én, gyarló féreg, 

ezek után még mindig kérek: 

olyan várost, mely álmaim álma, 

amelynek fala örökké állna. 

dús fái közt sok-sok víg gyerek 

kergetné sikongva a szelet – 

s vén Jónásod lehajtva fejét 

párezer évig szenderegne még.